# مكيف طبيعي (تداوي بالأعشاب)

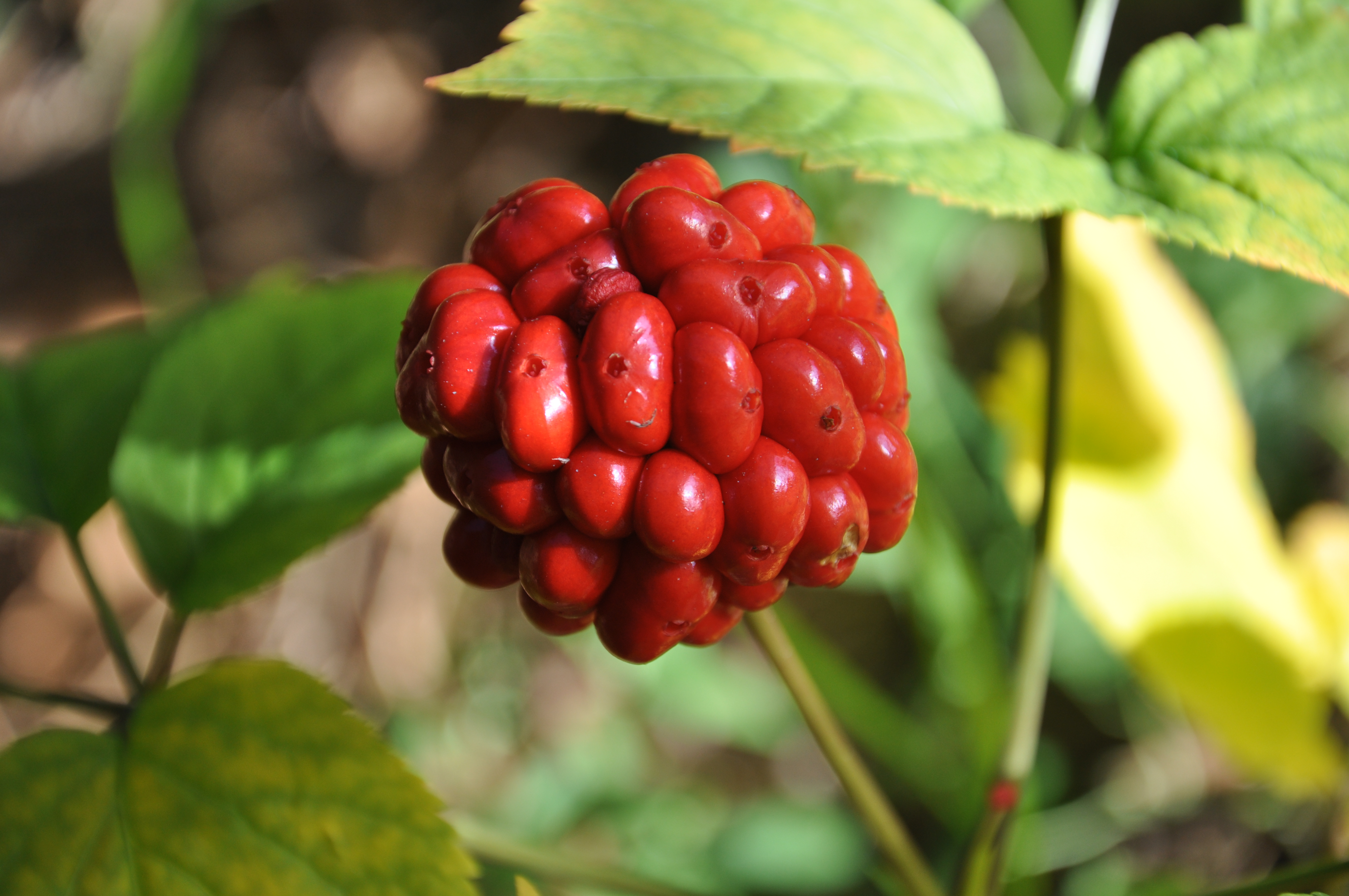
غالبًا ما يُزعم أن الجنسنغ الأمريكي أو له تأثيرات تكيفية.

يتم استخدام المكيف الطبيعي أو مواد الأدابتوجين  في طب الأعشاب لتحقيق الاستقرار المزعوم للعمليات الفسيولوجية وتعزيز الاستتباب. ذكرت وكالة الأدوية الأوروبية في ورقة تفكير لعام 2008 أن هذا الفهم يتطلب المزيد من البحوث السريرية والإكلينيكية، وبالتالي هو غير مقبول في المصطلحات الحالية في الاتحاد الأوروبي.
يرجع مفهوم الأدابتوجين في الأصل لعام 1947 لوصف مادة قد تزيد من مقاومة الإجهاد. تم تطبيق التكيُّف لاحقًا في الاتحاد السوفيتي السابق لوصف العلاجات التي يُعتقد أنها تزيد من مقاومة الكائنات الحية للإجهاد البيولوجي.
أجريت معظم الدراسات التي خضعت لها المكيفات في الاتحاد السوفييتي وكوريا والصين قبل الثمانينيات، وتم رفضها جزئيًا بسبب عيوب منهجية مختلفة. هذا المصطلح غير مقبول حاليًا في أبحاث علم الأدوية أو الفسيولوجية أو السريرية السائدة في الاتحاد الأوروبي لأنه يتطلب المزيد من الدراسات والمزيد من البيانات. في الولايات المتحدة، أصدرت إدارة الغذاء والدواء الأمريكية تحذيرًا في عام 2013 لشركة مقرها واشنطن بالإعلان غير القانوني والإدعاءات الصحية الكاذبة فيما يتعلق باستخدام كلمة أدابتوجين لأحد منتجاتها.